# Elachiptera occipitalis
Elachiptera occipitalis är en tvåvingeart som beskrevs av Becker 1910. Elachiptera occipitalis ingår i släktet Elachiptera och familjen fritflugor. Inga underarter finns listade i Catalogue of Life.